# Nippon Yusen
Nippon Yusen (em japonês:  日本郵船株式会社, transl. Nippon Yūsen Kabushiki Gaisha) também conhecida como NYK Line, é uma empresa multinacional de logística com sede Chiyoda no Japão. Fornece principalmente serviços de transporte marítimo e solução de gerenciamento de transporte em portos. A empresa opera transporte de contêineres, transportadoras especializadas, logística e cruzeiros, também oferece serviços de transporte programado e não programado em todo o mundo.

## História

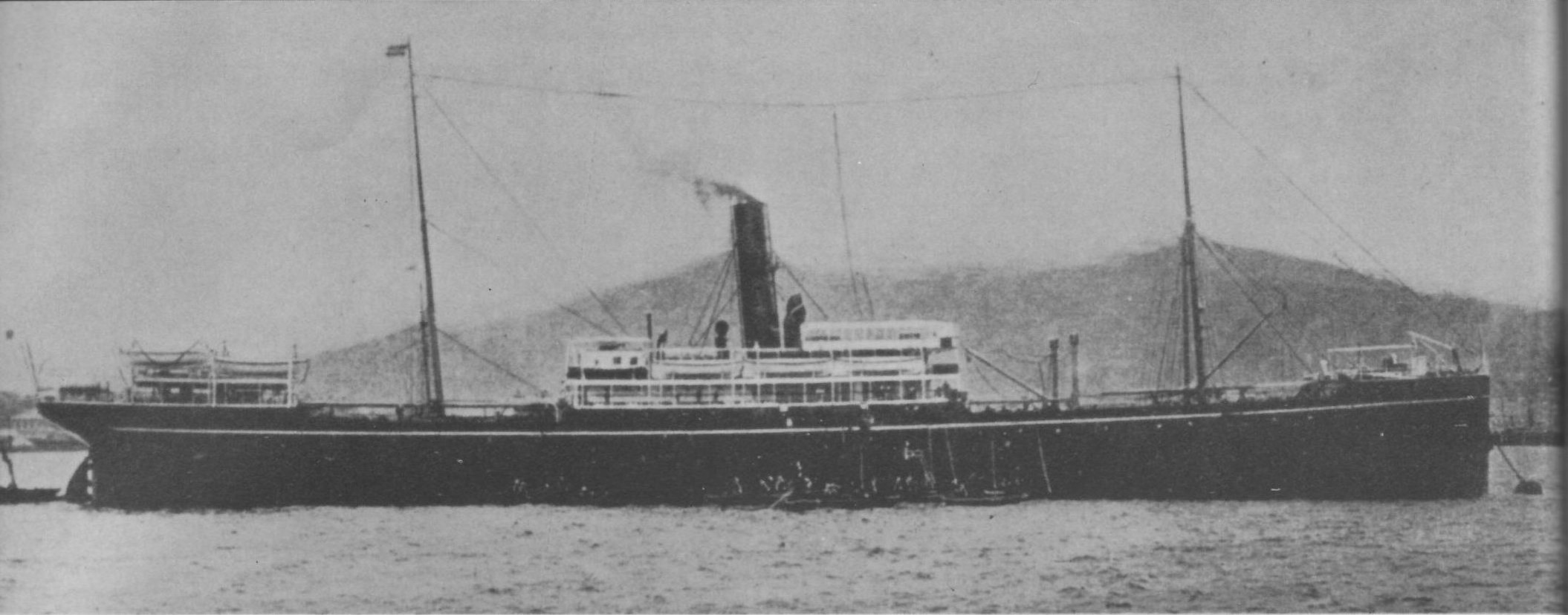
Hitachi Maru (1906)

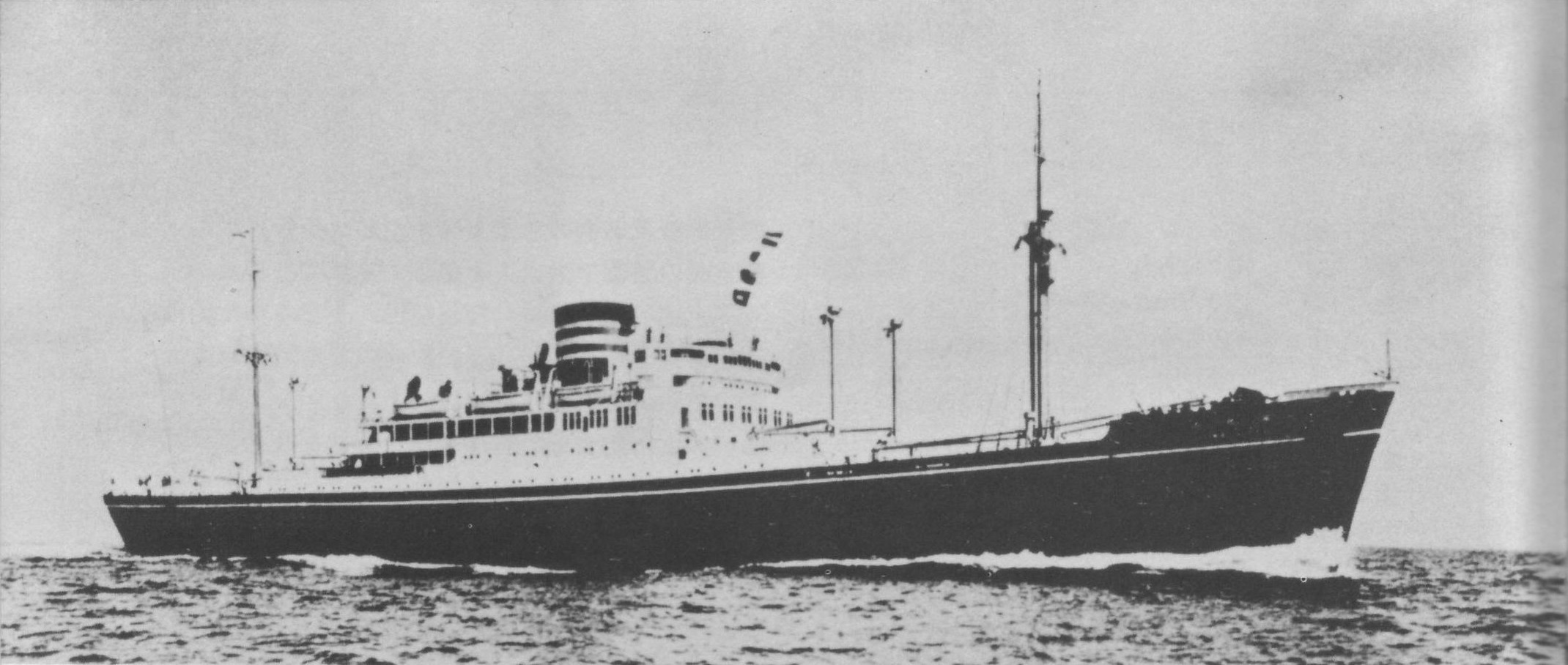
Miike Maru (1941)

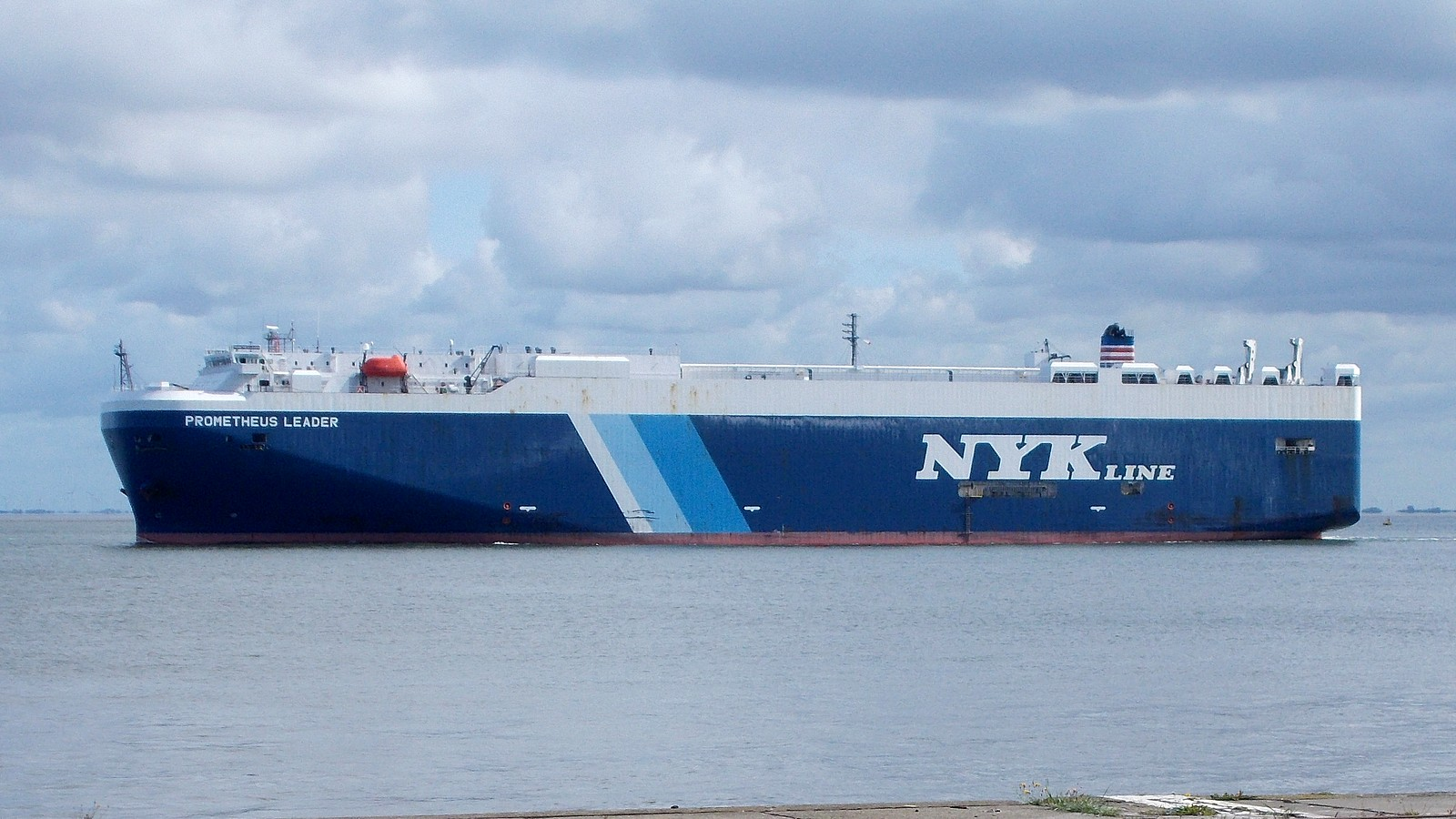
Prometheus Leader (2008)

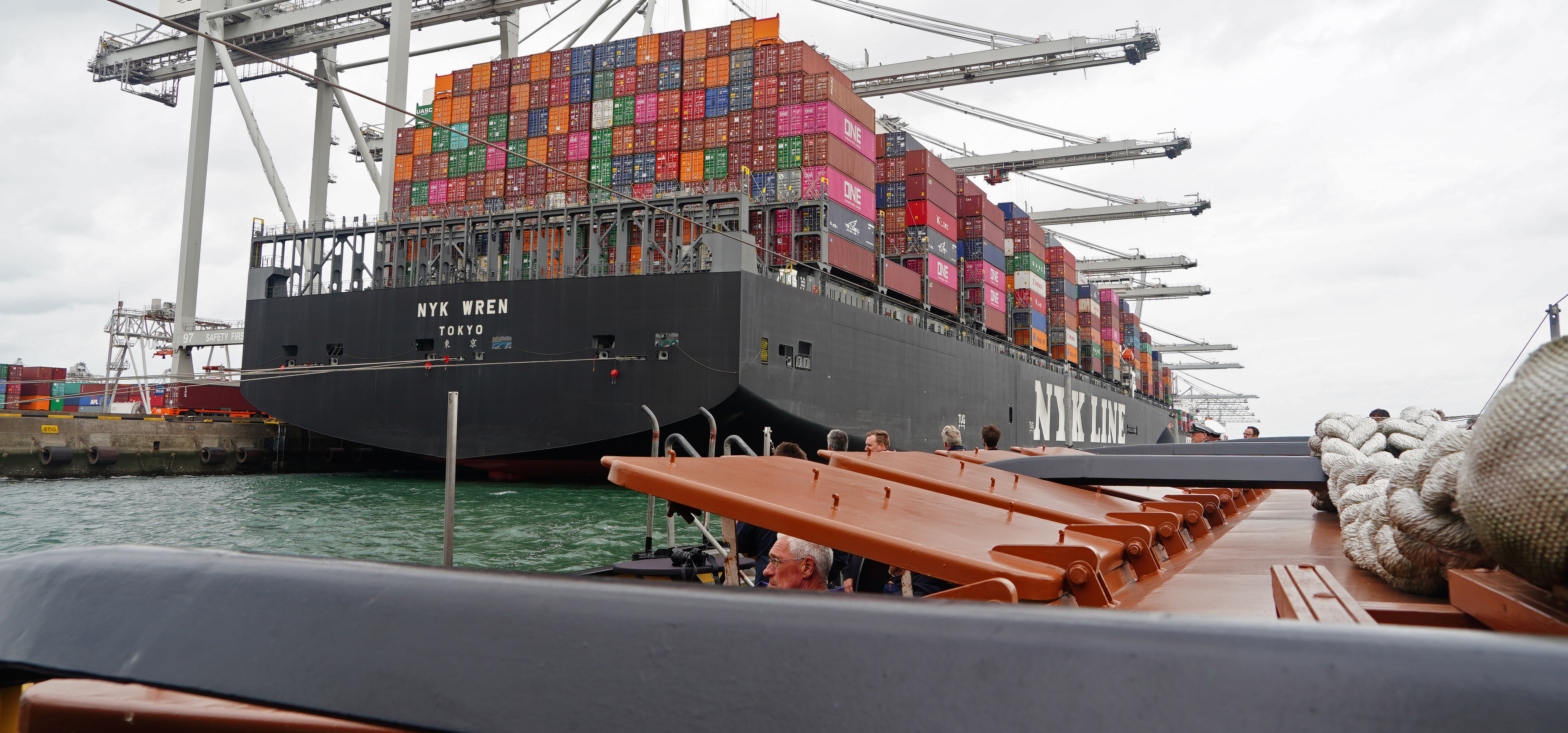
NYK Wren (2018)

A Nippon Yusen Kaisha (NYK), foi criada em 29 de setembro de 1885, com a fusão das empresas de navegação Yubin Kisen Mitsubishi Kaisha e Kyodo Unyu Kaisha. A frota da nova empresa contava com 58 navios a vapor e 11 navios a vela. Em 1893 foi inaugurado o Bombay Service, seguido em 1896 pela criação de linhas com destino a Europa, América do Norte e Austrália.
Após o fim da Primeira Guerra Mundial, houve uma nova fusão com a Toyo Kisen Kaisha, e foi criada uma linha de navios de passageiros no Oceano Pacífico. Em 1935 a empresa operava com 85 navios, e empregava 1989 funcionários em terra e no mar. Nesta época a empresa transportava passageiros e cargas para a Europa, para as costas leste e oeste da América do Norte, Golfo do México e costa oeste da América do Sul, Austrália, Índia, China e Ilhas do Mar do Sul.
No início da Segunda Guerra Mundial os 133 navios da frota da Nippon Yusen Kaisha foram requisitados e outros 89 navios foram construídos durante a guerra e incorporados a frota. Apenas 36 deles sobreviveram ao conflito além da perda 5312 funcionários.
Em 1959, a NYK iniciou a operação com navios petroleiros e navios especializados para a importação de matérias-primas destinadas ao Japão e exportação de produtos acabados. Em 1965, com o início do transporte de cargas com a utilização de contêineres a NYK foi pioneira no Japão, colocando em operação o Hakone Maru. Em 1968, continuando a diversificação dos serviços agregou a sua frota navios graneleiros, navios especializados para o transporte de minérios e navios para o transporte de gás liquefeito. O primeiro Pure Car Carrier (PCC) da NYK, foi o Toyota Maru lançado em 1970 especializado no transporte de veículos.
A Nippon Cargo Airlines (NCA) foi criada em 1985, através de uma joint venture entre a NYK e três outras empresas de navegação. O negócio de carga aérea levou a empresa em direção ao estabelecimento de sistemas integrados de transporte combinando operações terrestres, marítimas e aéreas, tornando-se uma transportadora de logística total.
Em 1998 a empresa cresceu através da aquisição da Showa Line Co. Ltd.
No final de março de 2013, o Grupo NYK operava 846 grandes navios oceânicos, bem como frotas de aviões, trens e caminhões. A frota marítima da empresa inclui 389 navios graneleiros, 126 navios porta-contêineres, 120 porta-carros, 82 navios-tanque, 51 navios para o transporte de pellet de madeira, 28 navios-GNL, 18 navios carga convencionais, três navios de cruzeiro e 29 outros navios. A receita da NYK no ano fiscal de 2012 foi de cerca de US $ 23 bilhões e, como grupo, a NYK empregava na época cerca de 55.000 pessoas em todo o mundo. NYK está sediada em Tóquio e possui sedes regionais em Londres, Nova Iorque, Singapura, Hong Kong, Xangai, Sydney e São Paulo.

## Navios porta-containeres
As três maiores empresas de transporte marítimo de contêineres do Japão a NYK Line (NYK), Mitsui O.S.K. Lines (MOL) e a K Line fundiram as suas operações com contêineres em outubro de 2016 e passaram a atuar como empresa única a partir de abril de 2018. NYK possuia navios com um total de 592.000 TEU, K-Line com 358.000 TEU e MOL com 491.000 TEU.
A nova empresa formada, a Ocean Network Express (ONE) em setembro de 2020, passou a operar com uma frota de  213 navios, porta-containeres sendo 71 próprios e 142 fretados, com a capacidade de transporte total de 1.563.189 TEU.

## Bolsa de valores
As ações da empresa são negociadas na Bolsa de Valores de Tóquio, Bolsa de Valores de Nova York e Bolsa de Valores de Berlim, e fazem parte do índice Nikkei 225.